# CB Cantabria

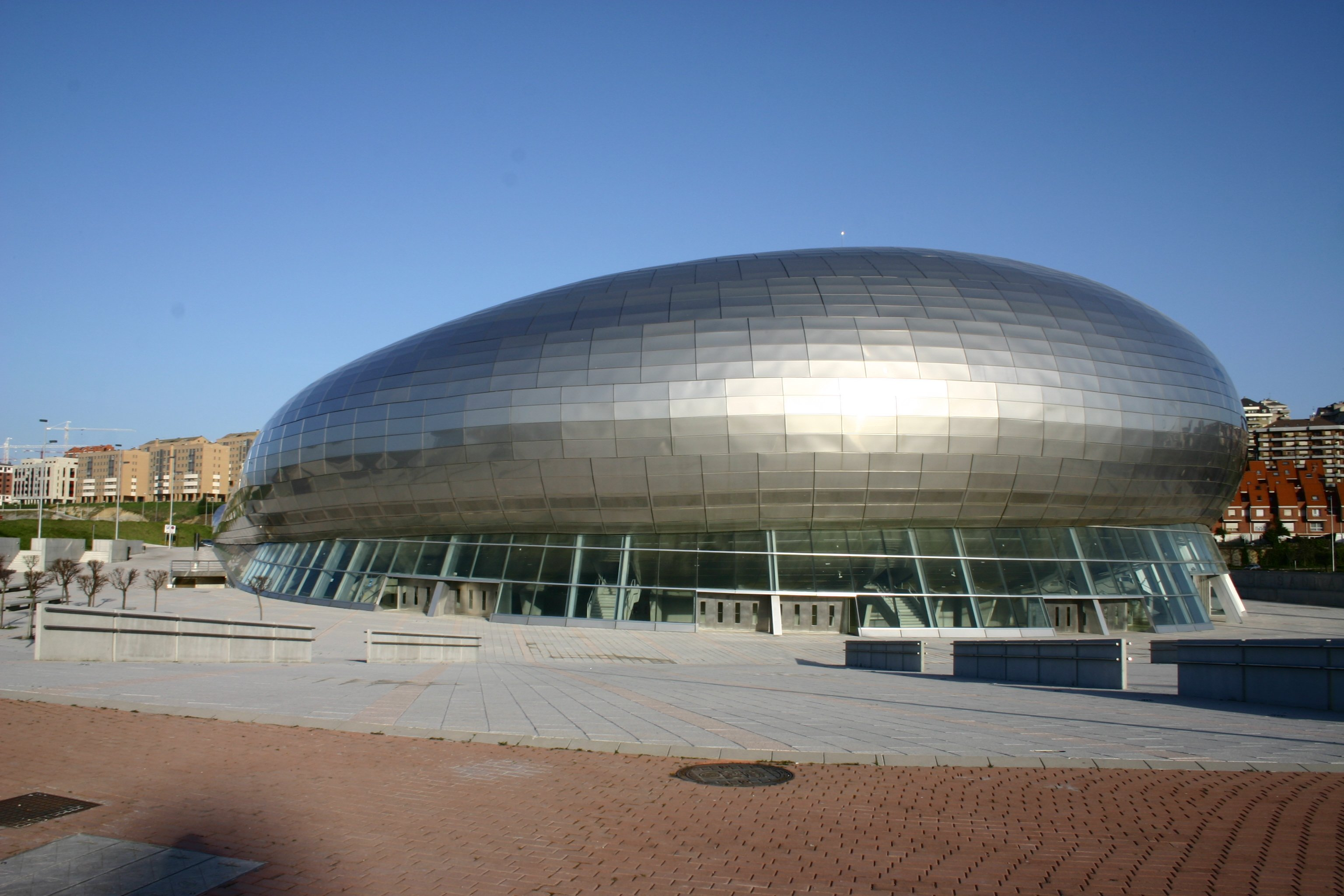
Hemmaarenan Palacio de Deportes de Santander, uppförd 2003.

Club Balonmano Cantabria (CB Cantabria) var en spansk handbollsklubb från Santander i Kantabrien. Klubben bildades 1975 som Grupo Deportivo Teka (GD Teka, även kallad Teka Santander), som en direkt efterträdare till klubben La Salle Authi i Los Corrales de Buelna, Kantabrien. Klubben var en av Spaniens och Europas mest framgångsrika under 1990-talet.
1995 upphörde köksinredningsföretaget Grupo Teka att vara huvudsponsor och laget bytte namn till CB Cantabria under säsongen 1995/1996. I maj 1996 tillkännagavs att banken Caja Cantabria skulle vara ny huvudsponsor, vilket gjorde att klubben bytte namn till CB Caja Cantabria. 1999 upphörde avtalet, varefter laget igen antog namnet CB Cantabria. Klubben kallades Teka Cantabria från 2004 tills den upplöstes 2008. En kort period i slutet ägdes klubben av Racing de Santander.

## Klubbnamn
- GD Teka (–1995)
- CB Cantabria (1995–1996)
- CB Caja Cantabria (1996–2000)
- CB Cantabria (2000–2004)
- Teka Cantabria (2004–2008)

## Meriter i urval
- Champions League-mästare 1994
- EHF-cupmästare 1993
- Cuoovinnarcupmästare två gånger: 1990 och 1998
- Spanska mästare två gånger: 1993 och 1994

## Spelare i urval
- Robert Arrhenius (2000–2003)
- Javier Cabanas (1988–1994)
- Jovica Cvetković (1990–1991)
- Talant Dujshebaev (1992–1997)
- Marian Dumitru (1989–1990)
- Salvador Esquer (1997–1999)
- Jaume Fort (1994–1999)
- Mateo Garralda (1992–1994)
- José Javier Hombrados (1993–1995)
- Michail Jakimovitj (1992–1999)
- Niklas Johansson (2002–2003)
- Venio Losert (2000–2001)
- Dragan Mladenović (1986–1988)
- Juan Francisco Muñoz (1988–1995)
- Jurij Nesterov (1993–1994)
- Mats Olsson (1988–1994, 1996–1997)
- Aleksandr Tutjkin (2000–2002)
- Alberto Urdiales (1993–2001)